# Algeripithecus
Algeripithecus — це вимерлий рід ранніх викопних приматів, вага якого приблизно 65–85 грамів. В Алжирі були знайдені скам'янілості, датовані від 50 до 46 мільйонів років тому.
Колись його вважали одним із найдавніших мавп, і він мав вирішальне значення для гіпотези, що мавпи походять з Африки. Дослідження більш повних зразків припускає, що це був примат стрепсирин, більш близький до живих лемурів і лорізоїдів. Однак це досі сперечається.